# Видовданска црква у Билећи
Видовданска црква у Билећи, позната и као Црква цара Лазара је храм Српске православне цркве који се налази у месту Билећа у Републици Српској. Припада Епархији захумско-херцеговачкој. Припада парохији првој билећкој у склопу епархије захумско-херцеговачке и приморске. Подигнута је и освештана 1938. године, у част св. Цара Лазара и косовским јунацима. Озидана је у српско-византијском стилу градње.

## Историјат
Постоји легенда која говори да су се на месту данашњег храма претходно налазили остаци грађевине за коју су тадашњи билећки Срби тврдили да је некада била њихова црква. Настојали су да је обнове, што им Турци нису дозвољавали, јер су свуда око ње били чардаци угледних Турака. Уласком аустроугарске војске у Билећу, 1878. године, под генералом Галгоцијем, расте наклоност према српском народу у билећкој вароши од стране окупатора. Према предању, генерал је успоставио блиске односе са најистакнутијим вођама тек завршеног српског устанка, а посебно поштовање имао је према војводи Глигору Милићевићу. Тако је једном приликом војвода напоменуо генералу да Срби немају своју цркву и да се на путу ка старом турском логору налази рушевина српске цркве из давног времена, те да у народу постоји воља за њеним обнављањем. Генерал је посаветовао војводу Глигора и српски народ да није паметно тражити дозволу за изградњу православног храма на том месту, али и допустио им да сами одлуче.
| „ | Ако будете тражили дозволу за градњу, тешко да ће вам бити дозвољено да баш на томе мјесту градите цркву знајући да је то изнад непосредне локације чардака тадашњега градоначелника Алаге Дрљевића, који ни за живу главу неће дозволити да пред његовом кућом Срби граде цркву. | ” |

Међутим, аустријски прописи тада нису дозвољавали рушење објеката који би настали током једне ноћи. Зато је одлучено да се црква сагради од дасака, а у њеном подизању учествовали су војници у служби аустроугарске војске. Када се ујутру огласило звоно, тадашњи градоначелник Алага Дрљевић, чији је чардак био одмах изнад цркве, наредио је да се црква поруши. Како забрану није прогласио у време градње, био је онемогућен да наредбу спроведе у дело, па је црква остала на том месту скоро 30 година. Освештана и посвећена светом Константину и царици Јелени, дашчара се одржала и након 1918, иако оронула и дотрајала од последица Првог светског рата.
Око 1928, Срби одлучују да подигну здање од чврстог материјала. Тако је нова зграда подигнута у српско-византијском стилу архитектуре, а главни мајстор је био Лука Папић из села Влахиње. Освештана је на Видовдан 1938. године и посвећена св. Цару Лазару и косовским јунацима, у време службовања проте Василија Савића.